# Calopterusa pamirica
Calopterusa pamirica är en insektsart som beskrevs av Stolyarov 1969. Calopterusa pamirica ingår i släktet Calopterusa och familjen vårtbitare.

## Underarter
Arten delas in i följande underarter:
- C. p. immatura
- C. p. pamirica